# National Cup 1981 (hockey su pista)
La National Cup 1981 è stata la 61ª edizione della principale coppa nazionale inglese di hockey su pista. Il trofeo è stato conquistato dal Southsea per la quinta volta nella sua storia.

## Risultati

### Finale
| 28 giugno 1981 | Peterborough | 2 – 6 | Southsea |  |

## Campioni
| Vincitore National Cup 1981 |
| --------------------------- |
| Southsea 5º titolo          |